# 王綬琯小行星
王綬琯小行星，即3171號小行星（3171 Wangshouguan），是太阳系中位于小行星带的小行星之一。
小行星3171于1979年11月19日由南京紫金山天文台发现。1993年10月11日，小行星3171被命名为“王绶琯”，以表彰中国天体物理学家王绶琯（1993-2021）在天文学研究方面所做出的贡献。

## 内部连接
- 王绶琯
- 小行星列表/3001-4000